# Södra Svarttjärnen, Dalarna
Södra Svarttjärnen är en sjö i Mora kommun i Dalarna och ingår i Dalälvens huvudavrinningsområde.